# 川内有緒
川内 有緒（かわうち ありお、1972年10月9日 - ）は、ノンフィクション作家。国際連合教育科学文化機関（ユネスコ）勤務後、フリーランスの作家になり、第33回新田次郎文学賞、第16回開高健ノンフィクション賞受賞。

## 略歴
- 1972年 東京都生まれ[1]
  - 日本大学芸術学部放送学科卒業[1]
  - ジョージタウン大学大学院修了[1]、修士号取得(中南米地域研究学)
  - アメリカのコンサルティング会社に3年勤務[1]
  - 日本のシンクタンクに3年勤務[1]
- 2004年 国際連合教育科学文化機関に勤務[1]
- 2010年7月 パリでメシを食う (幻冬舎)出版
- 2013年2月 バウルを探して (幻冬舎) 出版　第33回新田次郎文学賞受賞
- 2014年9月 パリの国連で夢を食う 出版(イースト・プレス)
- 2016年11月 晴れたら空に骨まいて 出版(ポプラ社 )
- 2018年 7月 『空をゆく巨人』で第16回開高健ノンフィクション賞受賞[3]
- 2022年5月『目の見えない白鳥さんとアートを見にいく』で第53回大宅壮一ノンフィクション賞候補[4]